# تاريخ بلاد الشام

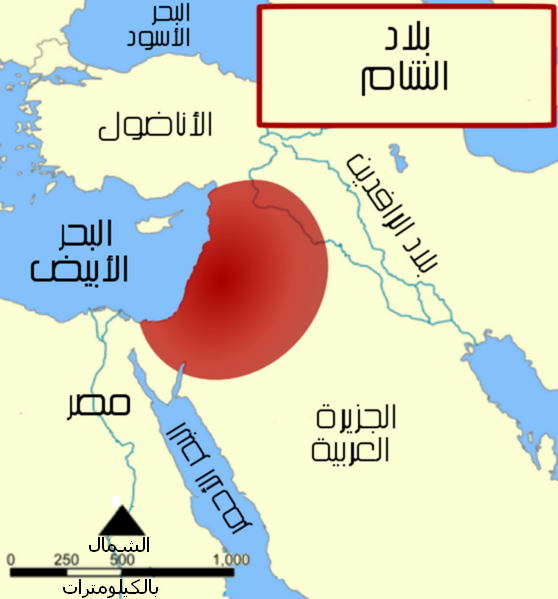
بلاد الشام

تاريخ بلاد الشام في المشرق العربي هو مصطلح جغرافي يشير إلى مساحة واسعة وكبيرة في جنوب غرب آسيا، إلى جنوب جبال طوروس، يحدها البحر الأبيض المتوسط من الغرب، والصحراء العربية من الجنوب، وجبال زاغروس في شرق البلاد. انها تمتد 400 ميل من الشمال إلى الجنوب من جبال طوروس إلى صحراء سيناء، و 70 إلى 100ميل من الشرق إلى الغرب بين البحر والصحراء العربية. كما يستخدم المصطلح يستخدم أحيانا للإشارة إلى أحداث أو الدول الحديثة في المنطقة المتاخمة مباشرة لشرق البحر الأبيض المتوسط: فلسطين التاريخية، الأردن، لبنان، وسوريا.
المصطلح عادة لا يشمل الاناضول (على الرغم من قيليقية في بعض الأوقات قد تكون متضمنة)، وجبال القوقاز، أو أي جزء من شبه الجزيرة العربية. يشمل المصطلح في بعض الأحيان شبه جزيرة سيناء، على الرغم من اعتبارها من منطقة وسيطة، أو هامشية تشكيل الجسر البري بين بلاد الشام وشمال مصر.
تعتبر بلاد الشام تاريخيًا كيانًا جغرافي وسياسي مترابط، وأدت اتفاقية سايكس بيكو بين الاحتلال البريطاني والفرنسي إلى تقسيم بلاد الشام إلى دول صغيرة فقسمت إلى ما هي عليه الآن من سوريا ولبنان والأردن وفلسطين، والتي انشأت فيها حركة قومية دينية يهودية (الحركة الصهيونية) وبينما ترتبط سوريا ولبنان وفلسطين والأردن بعلاقات الأصل والدين واللغة والثقافة الواحدة، فإن إسرائيل حينما تم إعلان قيام دولتها عام 1948 قوبلت بالرفض لها واعتبارها كيان دخيل ومحتل من قبل كافة الدول العربية وأغلب دول العالم. بينما تشير بعض المصادر إن هدف مؤسسي دولة إسرائيل يتجاوز السيطرة على الشام ليصل إلى النيل في مصر غربًا والرافدين بالعراق شرقًا. وبالتالي فإن هذه المصادر تشير إلى رغبة دولة إسرائيل في ضم كامل بلاد الشام، ومنذ سنة 1967 ضمت إسرائيل الضفة الغربية بما فيها القدس بأكملها، وقطاع غزة ومرتفعات الجولان، إلا أن المجتمع الدولي رفض هذه الأعمال الإسرائيلية واعتبرها احتلالاً وقد عملت إسرائيل وتعمل على تقويض الأمن بالمنطقة عن طريق اعمالها العدوانية، وسعت إسرائيل منذ عام 1982 إلى سنة 2000 إلى السيطرة على جنوب لبنان، إلا أن المقاومة الإسلامية في لبنان أجبرت القوات الإسرائيلية على الانسحاب.
وقد تم في الحقبات القديمة وخلال العصر البرونزي بناء التحصينات الدفاعية في جنوبي بلاد الشاممتمثلا في بناء الأسوار والبوابات ومختلف أنواع الأبنية الدفاعية وذلك للوصول لمدن محصنة ضد الهجمات المختلفة عبر التاريخ ومن أبرز العصور التي شهدت تحصينات دفاعية هي خلال العصر البرونزي المبكر والعصر البرونزي المتوسط.

## العصر الحجري
خرجت عدة موجات من الهجرات البشرية من إفريقيا. وتشريحيا، فإن الإنسان العاقل الحديث تواجد في منطقة جبل الكرمل في فلسطين خلال العصر الحجري القديم الوسيط الذي يُرجع لحدود 90 ألف عام قبل الميلاد. يبدو أن هذا الانتقال إلى خارج افريقيا لم ينجح، وبحدود الألف الستين قبل الميلاد ساهمت الظروف المناخية المتردية في إحلال مجموعات من إنسان نينديرتال مكان الإنسان العاقل في جنوب شرق المتوسط، وبالأخص في موقع عامود شمال غرب طبريا، وعودة الإنسان العاقل ليكون محدودا بإفريقيا.
موجة أخرى من الخروج من افريقيا يمكن رؤية آثارها في موقع بوكر تخطيط في النقب لحضارة من العصر الحجري القديم العلوي بين 52 و50 ألف عام قبل الميلاد، وبقايا بشرية في كسار عقيل، شمال شرق بيروت، بمستوى XXV تظهر أنها للإنسان الحديث. تظهر هذه الحضارة تشابها مع موقع بادوشان أوريغناكان في إيران، ولاحقا السيبيلية الأولى في مصر من 50 ألف ق.م. . يرى ستيفن أوبنهايمر أن ذلك أثر هجرات جماعات من الإنسان الحديث (ولعله قوقازي\أبيض) رجوعا لإفريقا في تلك الفترة.
يظهر أن ذلك يحدد التواريخ التي بدأت فيها جماعات الإنسان العاقل تحل مكان إنسان نينديرتال حضارة لوفالوا-بيري-موستيري في العصر الحجري القديم العلوي، وبحلول الألف الاربعون قبل الميلاد كانت فلسطين بالثقافة الأهمرية الشمام-أورينياسية، التي دامت بين الألف 39 و24 قبل الميلاد. وكانت هذه الحضارة ناجحة في الانتشار كما قالب:وأو (الأورينياسية المتأخرة)، حتى حدود الأناضول مع الحضارة الأتليتانية(Atlitan culture).
بعد العصر الجليدي المتأخر، ظهرت ثقافة جديدة تابعة لنهايات العصر الحجري القديم العلوي في جنوب فلسطين. الثقافة الكبارتية، أنتجت أدوات حجرية صغيرة تلمح بوجود انقطاع جلل في الإستمرارية الحضارية في العصر الحجري القديم العلوي في الشام. فالثقافة الكبارتية وإستخدامها للأدوات الحجرية الدقيقية، مرتبطة مع استعمال القوس والسهم واستئناس الكلاب. وبامتدادها بين الألف 18 ق.م. وحدود 10,500 ق.م تظهر الثقافة الكبارية  ارتباطات واضحة مع ثقافات استخدمت الأدوات الحجرية الدقية للقوس والنشاب، واستخدام حجارة الرحى لحصد حبوب برية، والتي تطورت بين الألف 24 و17 ق.م. في الثقافة الحلفاوية في مصر، والتي جاءت من الحضارة العاترية التي سبقتها في الصحراء الكبى في شمال افريقيا. يرى بعض اللغويين ذلك كالوصول المبكر للغات النوستراتيكية لغات نوستراتية ‏ للشرق الأوسط. كانت الحضارة الكبارية ناجحة، ومن أسلاف للثقافة النطوفية اللاحقة (10,500–8500 ق.م.)، والتي امتدت في كل منطقة الشام. كانت تلك الجماعات أول من انشأ التجمعات حضرية، وقد يكونو قد اعتاشو من صيد السمك وحصاد الحبوب البرية الوافرة في المنطقة في ذلك الوقت.
كانت الثقافة النطوفية أول من استأنس الكلاب، وبمساعدة هذا الحيوان في الصيد وحراسة التجمعات البشرية قد يكون ساهم في نجاح انتشارها. في شمال سوريا، شرق المنطقة الاناضولية من الشام، طورت الثقافة النطوفية في شايونو والمريبط أول حضارة زراعية كاملة إلى جانب الحبوب البرية، ودعمتها لاحقا بالخراف والماعز المدجن، والتي دُجنت أولا في الثقافة الزرزية في شمال العراق وإيران (والتي قد تكون قد تطورت عن الكبارية على غرار النطوفية).
بحلول 8500–7500ق.م. تطورت ثقافة العصر الحجري الحديث قبل الفخارية (أ) (PPNA) من الثقافات النطوفية المحلية السابقة في جنوب فلسطين، السكن في بيوت مدورة، وبناء أول موقع دفاعي في أريحا (حماية لينبوع ماء عذب مهم). حل محله في حدود 7500 ق.م. ثقافة العصر الحجري قبل الفخاري (ب) ([[PPNB) والسكن في بيوت مربعة، الآتية من شمال سوريا وأقصى شرق الجزيرة الفراتية.
في الفترة بين 8500–7500 ق.م. ظهر مجتمع صيد وجمع ثمار آخر، مُظهرا بوضوح سمات مألوفة لثقافات مصر (وتحديدا the Outacha retouch technique for working stone) في سيناء. هذه الثقافة الHarifian ربما تبنت استخدام الفخار من Isnan culture and حضارة حلوان في مصر (والتي دامت منذ 9000 وحتى 4500 ق.م.)، واندمجت لاحقا بعناصر من ثقافة العصر الحجري الحديث قبل الفخاري (ب) خلال الأزمة المناخية في حدود 6000 ق.م. لتشكل ما أسماه عالم الآثار يوريس زارينس "المركبة التقنية الرعوية السوري-عربية، والتي شهدت انتشار الرعاة الرحل الأوائل في الشرق الأدنى القديم. أولئك توسعو جنوبا على امتداد البحر الأحمر مخترقة الثقافات العربية العبيدية، والتي أصبحت تدريجيا أكثر حجرية حديثة وفخارية، وممتدة شمالا وشرقا، مؤسسة لثقافة سكن الخيام الأموريون والأكاديون في بلاد ما بين النهرين.
في وادي الأعماق في سوريا، يبدو أن ثقافات العصر الحجري الحديث قبل الفخاري (ب) قد صمدت، مؤثرة على تطورات ثقافية إلى الجنوب أكثر. إندمجت عناصر جماعات رُحل معها لتشكل الثقافة Minhata حضارة اليرموك الاتي انتشرن لاحقا جنوبا، مبتدئة تطور ثقافة الزراعة المختلطة المتوسطية، وبدءا من 5600 ق.م. إرتبطو بالحضارة الغسولينية في المنطقة، اولى ثقافات بالعصر النحاسي في شرق المتوسط. شهدت هذه الفترة كذلك تطور الأبنية الصخرية، والتي استمرت حتى العصر البرونزي.

### العصر الروماني

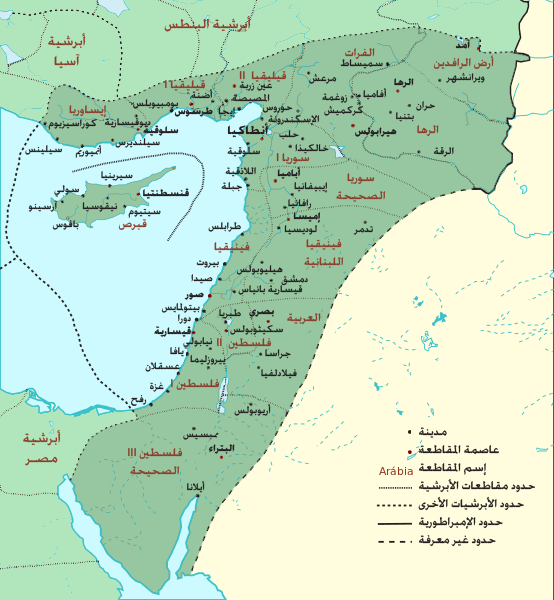
التقاسيم الإدارية في سورية خلال العهد الروماني

### الفتح الإسلامي
بدأت المناوشات بين الدولة الإسلامية والدولة البيزنطية في عهد الرسول محمد خلال غزوة مؤتة واستمرت محاولات الاختراق الإسلامية خلال عهد أبي بكر الصديق، غير أن المعارك الحاسمة وقعت في عهد عمر بن الخطاب، وكان أهمها معركة اليرموك في آب 636، والتي هزم فيها الجيش البيزنطي هزيمة ساحقة فتحت البلاد أمام المسلمين.
عبأ أبو بكر الصديق الجيوش إلى الشام في مطلع السنة الثالثة عشرة للهجرة فبعث يزيد بن أبي سفيان في سبعة آلاف إلى دمشق، وكان أول الأمراء الذين ساروا إلى الشام، وكان في جنده سهيل بن عمرو. ثم أمد أبو بكر يزيد بن أبي سفيان بأخيه معاوية بجند كثير. سار عمرو بن العاص في جيش كانت وجهته فلسطين، بينما اتجه شرحبيل بن حسنة إلى الأردن.
فتحت بلاد الشام في خلافة عمر بن الخطاب سنة أربع عشرة للهجرة. افتتح دمشق أبو عبيدة بن الجراح من باب لها يقال له باب الجابية صلحاً، بعد حصار سنة ودخل خالد بن الوليد من باب شرقي بغير صلح، فأجاز أبو عبيدة الصلح في جميعها، وكتبوا إلى عمر بن الخطاب، فأجاز ما عمل به أبو عبيدة.
قسم المسلمون بلاد الشام إداريا إلى أربعة أجناد هي جند دمشق وجند حمص وجند الأردن وجند فلسطين، أضيف إليها في عهد معاوية جند قنسرين.

### العهد العثماني

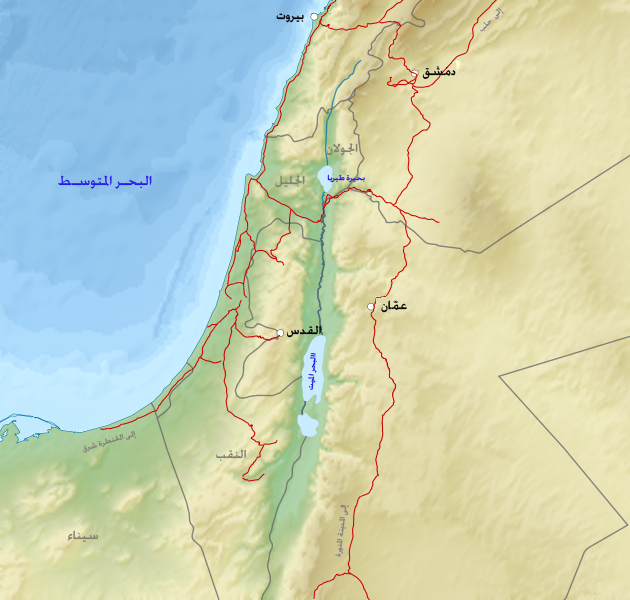
خطوط السكك الحديدية في بلاد الشام.

### ما بعدالحرب العالمية الأولى

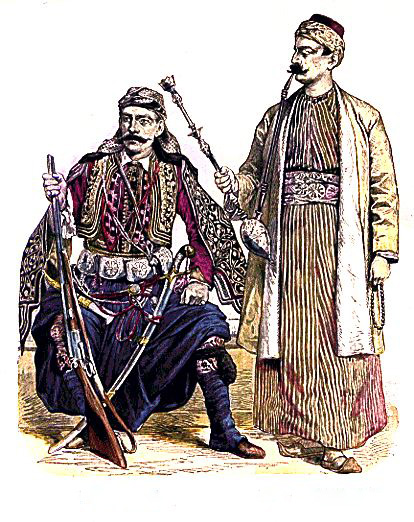
رجلان شاميان من سوريا ولبنان

مع سقوط الدولة العثمانية خلال الحرب العالمية الأولى، قسمت سورية إلى منطقتين حسب اتفاقية سايكس بيكو: منطقة فرنسية في الشمال سميت سورية ومنطقة بريطانية في الجنوب سميت بفلسطين. قاوم عرب الجنوب التقسيم وتسمية فلسطين وطالبوا باعتبار اسم سوريا الجنوبية بدلًا من فلسطين، حيث أنهم اعتبروا التسمية مقدمة لسلخ الإقليم الجنوبي من سوريا وإعطائه لليهود. ثم تقسمت المنطقة الشمالية مجددا في عام 1920 إلى عدة أجزاء هي دمشق وحلب والساحل وجبل الدروز ولبنان إضافة إلى الأقاليم السورية الشمالية التي سلمتها فرنسا إلى تركيا، وتوحدت هذه الأجزاء (باستثناء الأقاليم السورية الشمالية) مجددًا في عام 1936 تحت مسمى الجمهورية السورية وقامت سلطات الانتداب الفرنسي بفصل لبنان عن الدولة السورية بعد إعلان الجمهورية السورية. أما المنطقة الجنوبية من سورية فقسمت في عام 1921 إلى منطقتين هما فلسطين وشرق الأردن. اقتطع لواء اسكندرون عام 1939 بتآمر بين الانتداب الفرنسي وتركيا. قسمت فلسطين مجددا عام 1947 إلى دولة عربية في الجليل والضفة الغربية وقطاع غزة وصولا إلى يافا، ودولة أخرى صهيونية فيما تبقى؛ وبعد نكبة عام 1948 أمست الضفة الغربية تحت حكم شرق الأردن وقطاع غزة تحت حكم مصر، بينما ذهب الجليل والسهل الساحلي والنقب إلى اليهود. وفي حزيران/يونيو عام 1967 صارت فلسطين بالكامل تحت حكم الصهاينة.